# Smörgåsbord

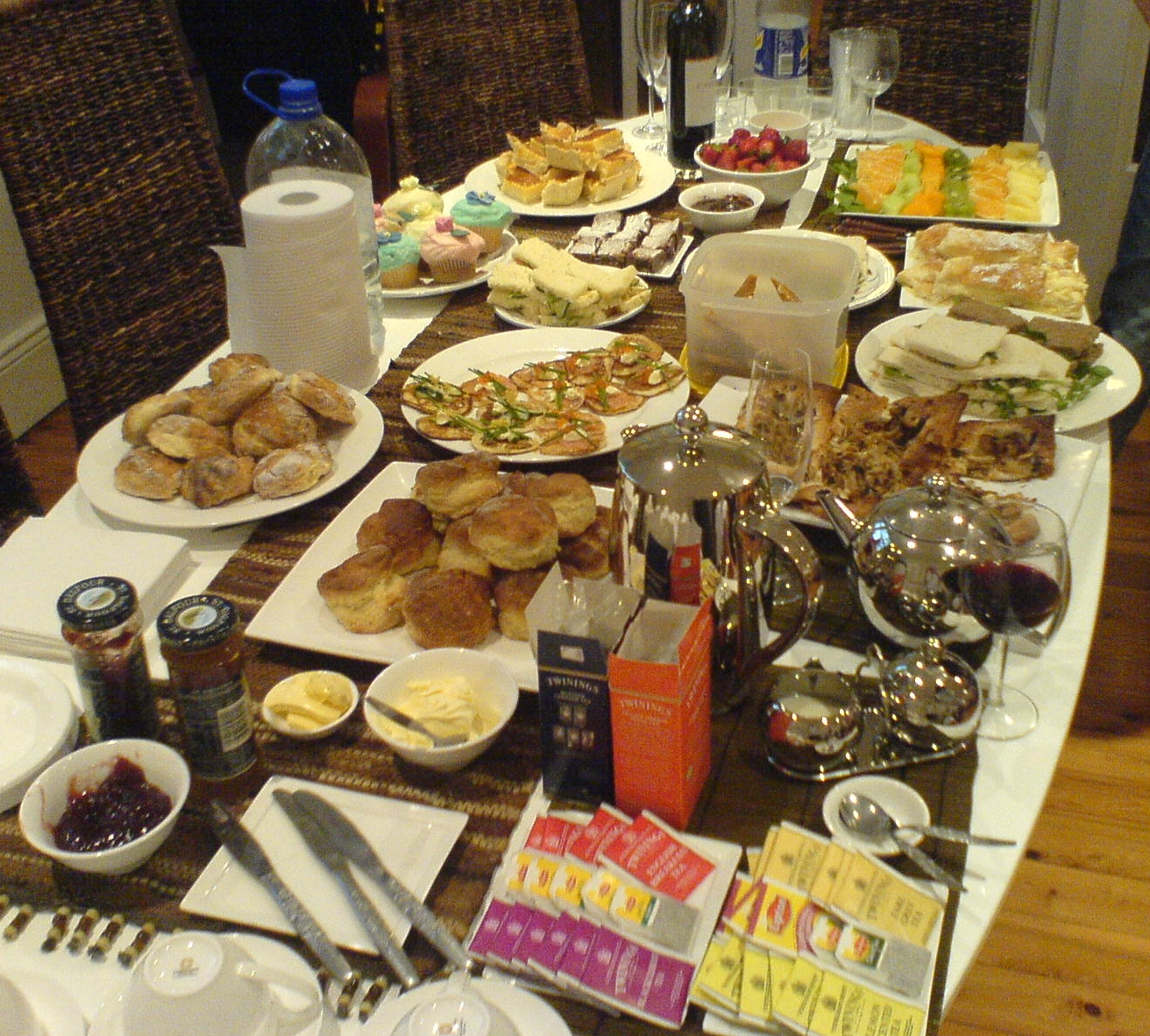
Een smörgåsbord

Het smörgåsbord ([ˈsmœ̞rɡɔsˌbuːɖ]ⓘ), letterlijk "boterhamtafel") is een traditionele Zweedse feestmaaltijd, die in het buitenland als de bekendste typisch Zweedse maaltijd geldt.
Een smörgåsbord bestaat in de regel uit vier gangen: eerst een haringbuffet met diverse soorten ingemaakte haring, dan enkele zalmbereidingen met onder andere gravad lax, vervolgens koude vleesgerechten en tot slot warme vleesgerechten met onder andere de bekende Zweedse gehaktballetjes. Ook zijn er gerechten zoals gerookte paling, garnalen, makreel, krab, sardientjes, salades, gekookte en gebraden vleessoorten, gerookt rendier, ham, worst, leverpastei, diverse soorten kaas, diverse soorten brood, gebakken en gekookte aardappelen, diverse vruchten en nagerechten te vinden.
Smörgåsbord wordt als een buffet op een grote tafel gepresenteerd waarbij iedereen zelf kan uitzoeken wat hij wil eten. Men begint meestal met de koude visgerechten en men werkt zo langzaam via de warme gerechten op naar de nagerechten. Bij de maaltijd drinkt men traditioneel een aquavit en bier.